# Земський начальник
Земськи́й дільни́чний нача́льник — посадова особа, наділена адміністративною і судовою владою, правом контролю за сільським і волосним общинним управлінням. Введення цієї посади (законом від 12 липня 1889 р.) виразно виявило регресивний, антидемократичний напрямок внутрішнього розвитку Росії за Олександра III.
Земський дільничний начальник призначався губернатором за погодженням з повітовим предводителем дворянства з наступним затвердженням міністром внутрішніх справ. Мав бути спадковим дворянином, з вищою освітою, володіти землею в повіті. Однак Положенням допускалися й винятки. Земський дільничний начальник був наділений широкими адміністративними повноваженнями й виконував такі функції, як нагляд за органами селянського громадського самоврядування (сільськими і волосними) та ревізія їхньої діяльності, усунення неблагонадійних волосних та сільських писарів тощо.
У разі відсутності в населених пунктах підпорядкованої дільниці відповідних чинів повітової поліції земський дільничний начальник керував нею при виконанні там своїх службових обов'язків. Він розглядав усі вироки сільських та волосних сходів щодо їх законності та доцільності. Земський дільничний начальник міг самочинно, без здійснення будь-якого формального судочинства, заарештувати (строком до 3 діб) або оштрафувати (до 6 рублів) селянина, якщо той не виконував його вимог. На посадових осіб сільського управління (у тому числі волосних суддів), які не виконали його законних вимог, він мав право накладати штраф (до 5 руб.), піддавати їх арештові (строком до 7 діб) — теж без жодного формального провадження справи — або навіть тимчасово усувати з посад. Крім того, земському дільничному начальнику було надано право нагляду за опікунством, за сільськими кредитними установами тощо.
Земським дільничним начальникам було передано практично всі справи, розгляд яких Судові статути 1865 покладали на мирових суддів (див. Мирові суди); цей інститут згідно з Положенням про земських дільничних начальників 1889 було ліквідовано, за винятком Правобережної України та деяких українських міст — Харкова й Одеси). Цим було порушено важливий принцип Судових статутів 1865 — відокремлення суду від адміністрації. Земські дільничні начальники розглядали дрібні кримінальні справи, а також цивільні позови на суму не більш як 500 руб., пов'язані з орендою землі або з особистим наймом на сільськогосподарські роботи, позови про пошкодження полів та лук, якщо сума заподіяних збитків не перевищувала 500 руб., та всі ін. майнові позови на суму не більш як 300 руб. Апеляційною інстанцією для справ, що їх розглядали земські дільничні начальники, був повітовий з'їзд у складі всіх земських дільничних начальників повіту, справника, голови повітової земської управи, повітового чл. окружного суду, почесних мирових суддів, міських суддів під головуванням повітового предводителя дворянства. Касаційною інстанцією було губернське присутствіє під головуванням губернатора, в якому засідали губернський предводитель дворянства, віце-губернатор, прокурор окружного суду або його товариш (заступник) і два неодмінних члени. Вимоги закону від 15 червня 1912 про відновлення інституту мирових суддів та позбавлення земських дільничних начальників відповідних функцій так і не було повністю реалізовано.
Посаду земських дільничних начальників скасовано після Лютневої революції 1917.